# Ada Wells
Ada Wells (de soltera Pike)  (29 de abril de 1863, Henley-on-Thames, Sur de Oxfordshire, Inglaterra - Christchurch, Dorset, 22 de marzo de 1933) fue una feminista y trabajadora social en Nueva Zelanda.

## Biografía

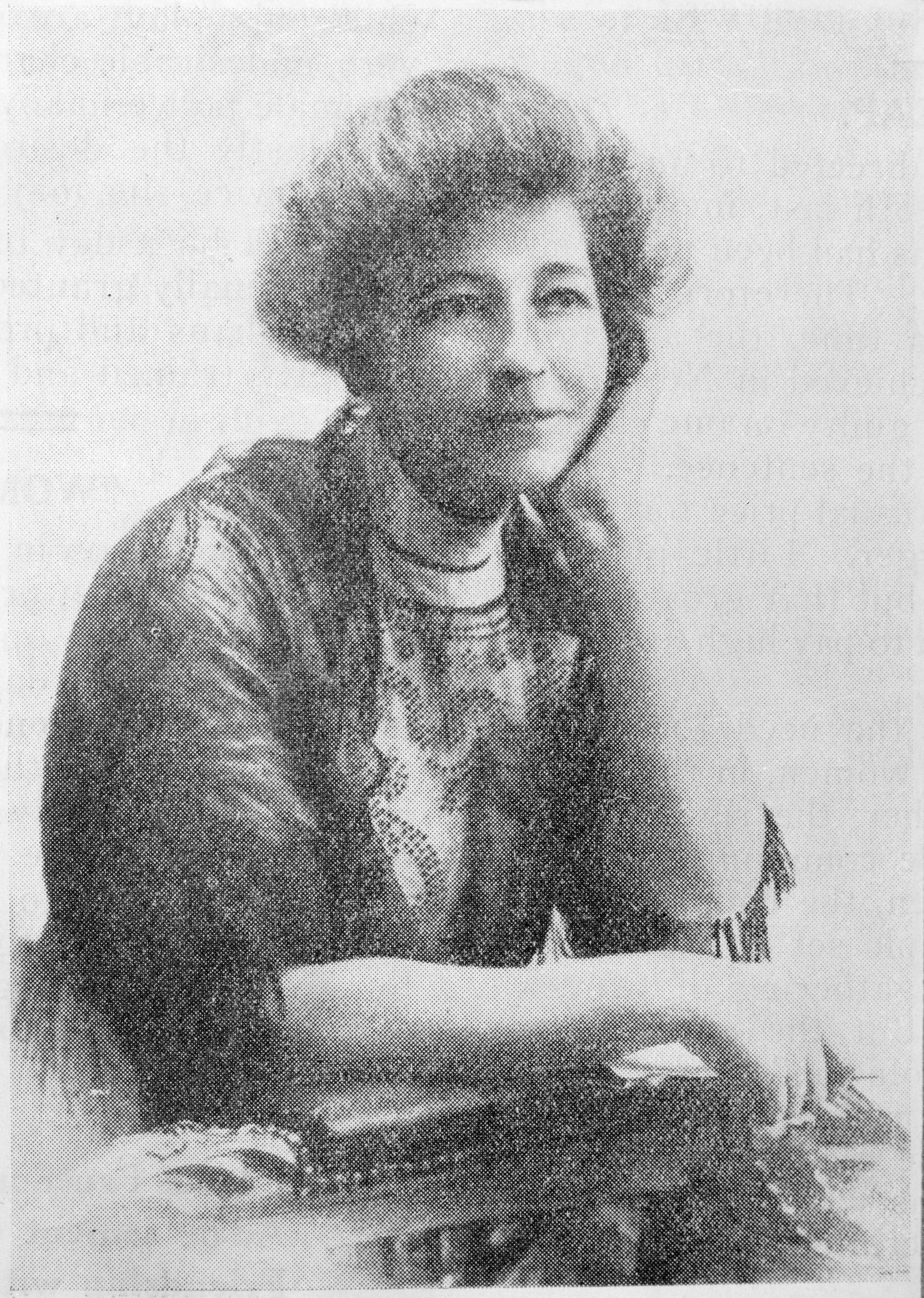
Ada Wells c. 1910

Sus padres emigraron a Nueva Zelanda con sus cuatro hijas y un hijo en 1873, llegando en el Merope en Lyttelton el 31 de octubre de aquel año. Fue a la escuela de Avonside en 1874 y al  Instituto del oeste de Christchurch en 1876, donde trabajó más tarde como alumna-profesora entre 1877 y 1881. Wells asistió a Universidad de Canterbury. 
En 1884, a los 20 años, se casó con Harry Wells, el organista y director de coro de la catedral. Doce años mayor que ella, con un temperamento violento y afición por el alcohol, era un mal administrador financiero. La experiencia marital de Wells, en la que en ocasiones fue el sostén de la familia, reforzó su creencia de que las mujeres deberían tener independencia económica. Wells era profesora en la escuela St. Albans, que estaba situada en una zona pobre de clase trabajadora de Christchurch. Con la ayuda de su esposo, Ada organizó conciertos para ayudar al fondo de premios de la escuela. En 1892, Ada, embarazada, solicitó una licencia de dos meses. La Junta de Educación de North Canterbury se inclinó a conceder esto. Sin embargo, se opuso al director, James Speight, quien escribió una larga carta sobre "las delincuencias de la Sra. Wells. En lugar de que se le concediera un permiso de ausencia, fue despedida.
En la década de 1880, trabajando dentro de la Unión de Mujeres Cristianas por la Templanza de Nueva Zelanda (WCTU NZ), Wells participó activamente en el movimiento por el sufragio femenino. Mientras que Kate Sheppard fue la cara pública de la campaña de WCTU NZ para el derecho al voto de las mujeres, Wells fue una organizadora. En 1893, Nueva Zelanda se convirtió en el primer país autónomo del mundo en el que todas las mujeres tenían derecho a votar en las elecciones parlamentarias. En 1892, Ada estableció el Instituto de Mujeres de Canterbury, una organización similar a las Ligas de Franquicias de Mujeres en otras partes del país; durante muchos años, fue presidenta. En 1896, cuando se formó el Consejo Nacional de Mujeres de Nueva Zelanda, se convirtió en su primera secretaria. De 1899 a 1906, fue miembro electo de la Junta de Ayuda Caritativa Unida de Ashburton y North Canterbury. Estuvo asociada con Prison Gate Mission para la rehabilitación de ex-prisioneros. Miembro fundadora del Consejo Nacional de Mujeres en 1896, también fue la primera secretaria.
Wells murió en Christchurch el 22 de marzo de 1933 y fue enterrada en el cementerio de Waimairi.

## Activismo
Como miembro del Consejo Nacional de la Paz, se pronunció enérgicamente contra el servicio militar obligatorio y la guerra, y ayudó a los objetores de conciencia de la Primera Guerra Mundial. Además  abogó por una dieta sin carne y fue un activista del vegetarianismo. En la conferencia de 1897 del Consejo Nacional de Mujeres, Wells promovió una dieta ovo-lactovegetariana. Es autora de artículos de revistas que apoyan la naturopatía y el vegetarianismo. Wells era un antivacunacionista y se oponía a la vivisección.
También hizo campaña por el sufragio femenino, el derecho de las mujeres a presentarse al parlamento. Esto se concedió en 1919, aunque ninguna mujer fue elegida hasta 1933. Fue miembro del Partido Laborista y entre 1917 y 1919 la primera mujer miembro del Ayuntamiento de Christchurch.

## Premios y reconocimientos
- El Ministerio de Cultura y Patrimonio ofrece un Premio Conmemorativo Ada Wells para estudiantes de pregrado.[10]
- En 1899 obtuvo un cargo público, convirtiéndose en una de las dos primeras mujeres elegidas para la Junta de Ayuda Benéfica Unida de Ashburton y North Canterbury.[10]
- En 1917,  fue la primera mujer elegida para el Consejo Municipal de Christchurch.[6]
- A su muerte, en marzo de 1933, Wells era reconocida como una de las mujeres públicas más destacadas de Nueva Zelanda.[10]